# Газета Пољска
Газета Полска ( дословно : пољске новине ) су пољске про-десничарски недељник крајње деснице који излази у Пољској .

## Опште информације
Газета Полска је основана 1993. године. Тираж штампаног и електронског издања Газета Полска био је 40.660 у августу 2014.
Опис њене политичке оријентације креће се од конзервативне до десничарске,   екстремне деснице  и националистичке  на крајњој десници .   За Газета Полска се каже да нуди „добро представљање симпатија присталица ПиС-а “. 